# Cryptocephalus fasciatointerruptus
Cryptocephalus fasciatointerruptus es una especie de insecto coleóptero de la familia Chrysomelidae.
Fue descrita científicamente en 1979 por Berti & Rapilly.